# Gargantilla del Lozoya y Pinilla de Buitrago
Gargantilla del Lozoya y Pinilla de Buitrago es un municipio español de la Comunidad de Madrid. Su término municipal cuenta con una población de 397 habitantes (INE 2024).

## Geografía
Gargantilla se encuentra situada a más de mil ciento treinta metros de altitud y su entorno fue así descrito por Federico Carlos Sainz de Robles: «Inmediato al río Lozoya y en la falda del cerro de su nombre, con hermosas fresnedas y limpios y abundantes manantiales».
El río Lozoya y el embalse de Riosequillo limitan por el sur y el este el municipio con dos núcleos, Gargantilla y Pinilla de Buitrago. 
De acuerdo a la clasificación climática de Köppen Gargantilla del Lozoya y Pinilla de Buitrago tiene un clima de tipo Csb (templado con verano seco y templado).
Parece ser que tuvo alguna actividad minera: «En sus alrededores se ven minas de plomo argentífero, una de las cuales, la de San Carlos, está dotada de maquinaria, visible desde la carretera».

## Historia
Aunque su población más antigua pudo ser árabe, se fundó en el siglo XV, poco tiempo después de fundarse Garganta de los Montes (que data de tiempos de la Reconquista) por vecinos de esta que huían de una epidemia mortífera o por no querer pagar los impuestos y tributos que les correspondía en los repartos vecinales.
Anteriormente a la fundación de Gargantilla, existía en este término otro pueblo hoy desaparecido, Santiago, del cual queda como testimonio su antigua iglesia, hoy ermita, la Ermita de Santiago.
Fue entre mediados del siglo XVI y finales del XVIII cuando el término de Gargantilla del Lozoya se pobló de forma estable. 
Pinilla de Buitrago probablemente se trató de un anejo de la cercana población San Mamés. La única fecha que se dispone es la de la construcción de la iglesia en el siglo XVI, fecha en la probablemente se pobló de forma estable. En el «Arroyo llamado del Chorro» (hoy Pinilla) existía un puente de madera llamado del Caño. 
En 1753 logra independizarse del duque del Infantado, señor de las tierras de Buitrago. A mediados del siglo XIX, el término municipal de Gargantilla se anexiona el municipio de Pinilla de Buitrago.
Hasta la reforma de la nomenclatura municipal de 1916 el municipio se llamaba simplemente Gargantilla. En dicha fecha su nombre fue modificado por el de Gargantilla del Lozoya. Mantuvo dicha denominación hasta 2001, cuando cambió su nombre por el de Gargantilla del Lozoya y Pinilla de Buitrago.

## Demografía
Cuenta con una población de 397 habitantes (INE 2024).
| Gráfica de evolución demográfica de Gargantilla del Lozoya y Pinilla de Buitrago entre 1842 y 2021 |
| |
| Población de derecho según los censos de población del INE Población de hecho según los censos de población del INEEn estos censos se denominaba Gargantilla: 1842, 1857, 1860, 1877, 1887, 1897, 1900 y 1910 En estos censos se denominaba Gargantilla del Lozoya: 1920, 1930, 1940, 1950, 1960, 1970, 1981 y 1991 Entre el censo de 1857 y el anterior, crece el término del municipio porque incorpora a 285011 (Pinilla de Buitrago) |

## Transporte público
El municipio dispone de tres líneas de autobús, pero solo una de ellas llega a Madrid, al Intercambiador de Plaza de Castilla, exactamente. Las tres líneas son operadas por la empresa ALSA y son:
| Línea | Recorrido                                        | Operador |
| ----- | ------------------------------------------------ | -------- |
| 195   | Madrid (Plaza de Castilla) – Braojos             | ALSA     |
| 195A  | Circular Buitrago - Gargantilla (por Lozoyuela)  | ALSA     |
| 195B  | Circular Buitrago - Gargantilla (por Villavieja) | ALSA     |

## Educación
En Gargantilla del Lozoya y Pinilla de Buitrago hay una guardería pública.

## Patrimonio
Existen en sendos pueblos dos iglesias parroquiales: la de San Benito Abad, en Gargantilla, del siglo XVI y reconstruida en 1943; y la de la Santísima Trinidad, de Pinilla, también del siglo XVI y rehecha con muros de mampostería. 
La Ermita de Santiago (Gargantilla del Lozoya) tiene la particularidad de que sus restos, y el entorno en que se ubican, constituyen el primer Sitio Histórico declarado en la Comunidad de Madrid.
En el cementerio parroquial de Gargantilla se dice que tuvo lugar la ceremonia de la proclamación de Juana de Castilla como princesa heredera, así como sus desposorios con el duque de Guyena, hermano de Luis XI de Francia.
Conserva algunas construcciones tradicionales, a las que se unen segundas residencias.

## Fiestas
- San Benitín: se celebra, el 21 de marzo, en Gargantilla con Misa, procesión, juegos infantiles y pasacalles.
- Santísima Trinidad: en Pinilla de Buitrago, en el mes de mayo, se celebra esta las fiestas en honor de la Santísima Trinidad con actos religiosos, música, baile, juegos infantiles y competiciones.
- San Benito: se celebra el tercer fin de semana de agosto en Gargantilla con música tradicional de gaiteros y tamboriles. También se organizan juegos infantiles y competiciones.